# Kedestes chaca
Kedestes chaca là một loài bướm ngày thuộc họ Hesperiidae. Nó được tìm thấy ở Nam Phi, từ sườn núi phía nam và sườn núi phía đông Drakensberg ở phía đông Cape qua khu vực Kokstad vào KwaZulu-Natal.
Sải cánh dài 36–38 mm đối với con đực và 38-44 đối với con cái. Con trưởng thành bay từ tháng 10 đến tháng 4 (với thời gian cao điểm từ tháng 12 đến tháng 1). Có một lứa một năm.